# Grande Satã

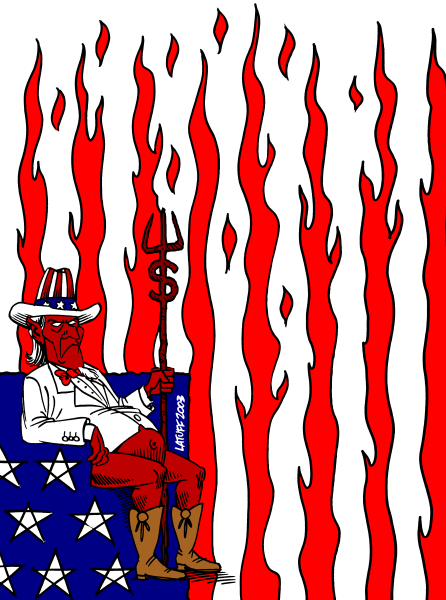
The Great Satan por Carlos Latuff

Grande Satã (em persa: شيطان بزرگ; Shaytân-e Bozorg) é um epíteto depreciativo para os Estados Unidos em algumas declarações de política externa iraniana.
O termo foi originalmente utilizado pelo líder iraniano Ruhollah Khomeini em seu discurso em 5 de novembro de 1979 para descrever os Estados Unidos, o qual acusou de imperialismo e o patrocínio da corrupção em todo o mundo. O discurso ocorreu um dia depois do início da crise de reféns no Irã.
O Aiatolá Khomeini ocasionalmente também usou o termo "Iblis" (o principal demônio no Islã) para se referir aos Estados Unidos e outros países ocidentais.